# ماركوس نيفيس
ماركوس نيفيس هو لاعب كرة قدم برازيلي في مركز الهجوم، ولد في 22 مايو 1988 في Paraíso do Tocantins ‏ في البرازيل. لعب مع Cerro Largo F.C. ‏.

## وصلات خارجية
- ماركوس نيفيس على موقع قاعدة بيانات كرة القدم.إي يو (الإنجليزية)
- ماركوس نيفيس على موقع Soccerway.com (الإنجليزية)